# Шерман (Південна Дакота)
Шерман (англ. Sherman) — місто (англ. town) в США, в окрузі Міннігага штату Південна Дакота. Населення — 81 особа (2020).

## Географія
Шерман розташований за координатами 43°45′27″ пн. ш. 96°28′33″ зх. д. / 43.75750° пн. ш. 96.47583° зх. д. (43.757545, -96.475742).  За даними Бюро перепису населення США в 2010 році місто мало площу 0,67 км², з яких 0,66 км² — суходіл та 0,00 км² — водойми.

## Демографія
Згідно з переписом 2010 року, у місті мешкало 78 осіб у 30 домогосподарствах у складі 17 родин. Густота населення становила 117 осіб/км².  Було 32 помешкання (48/км²).
Расовий склад населення:
| - 100,0 % — білих |

До двох чи більше рас належало 0,0 %. Частка іспаномовних становила 0,0 % від усіх жителів.
За віковим діапазоном населення розподілялося таким чином: 25,6 % — особи молодші 18 років, 70,6 % — особи у віці 18—64 років, 3,8 % — особи у віці 65 років та старші. Медіана віку мешканця становила 41,0 року. На 100 осіб жіночої статі у місті припадало 110,8 чоловіків;  на 100 жінок у віці від 18 років та старших — 107,1 чоловіків також старших 18 років.
Середній дохід на одне домашнє господарство  становив 81 371 долар США (медіана — 70 417), а середній дохід на одну сім'ю — 109 772 долари (медіана — 125 000). Медіана доходів становила 58 750 доларів для чоловіків та 28 750 доларів для жінок. За межею бідності перебувало 1,3 % осіб, у тому числі 0,0 % дітей у віці до 18 років та 0,0 % осіб у віці 65 років та старших.
Цивільне працевлаштоване населення становило 48 осіб. Основні галузі зайнятості: виробництво — 18,8 %, освіта, охорона здоров'я та соціальна допомога — 14,6 %, оптова торгівля — 10,4 %, будівництво — 10,4 %.